# Ezüst Medve díj a legjobb mellékszereplőnek
A legjobb mellékszereplőnek járó Ezüst Medve (hivatalos német elnevezéssel Silberner Bär/Beste Schauspielerische Leistung in einer Nebenrolle – Ezüst Medve/Legjobb színészi alakítás mellékszerepben) a Berlini Nemzetközi Filmfesztiválon 2021 óta odaítélt filmművészeti díj, amelyet nemtől függetlenül annak a színművésznek ítélik oda, aki a hivatalos válogatás Arany Medvéért versenyző nagyjátékfilmjei egyikének mellékszereplőjeként kiemelkedő alakítást nyújtott.

## Története
A gendersemleges díjat első alkalommal a 71. Berlinálén osztották ki, felváltva ezzel – a legjobb főszereplő díjjal együtt – az addigi, 1956 óta adományozott legjobb színésznek és legjobb színésznőnek járó Ezüst Medve díjakat. A díjazott személyéről a rendezvény nemzetközi filmes szaktekintélyekből álló zsűrije dönt.
A Berlinale volt az első nemzetközi filmes rendezvény, amely ilyen jellegű egyenlőségi lépést tett. Később, ugyancsak 2021-ben a San Sebastián-i Nemzetközi Filmfesztivál is követte a példát, és bevezette a nemi szempontból semleges színészi díjakat.
Akkoriban a német filmrendezőnők kezdeményezésére létrehozott nonprofit szervezet, a ProQuote Film, amely a nők arányának növelését tűzte ki célul a filmgyártás minden területén, erősen bírálta a nemi szempontból semleges díjakat, azt állítva, hogy az nem más, mint „fügefalevél-innováció”, mert a Berlinale távol áll a nemek közötti egyenlőségtől; a fesztivál versenyében sokkal több férfi alkotókkal készült filmet vetítenek, mint nőkkel. Mindazonáltal a díj alapítása után négy évvel Sebastian Stan amerikai színész lett az első férfi szereplő, akit e két nemi szempontból semleges díj egyikével ismertek el.

## Díjazottak
| Év   | Díjazott        | Magyar cím                  | Eredeti cím                 | Megj.   |
| ---- | --------------- | --------------------------- | --------------------------- | ------- |
| 2021 | Kizlinger Lilla | Rengeteg – Mindenhol látlak | Rengeteg – Mindenhol látlak | [ * 1 ] |
| 2022 | Laura Basuki    | N/A                         | Nana                        | [ * 2 ] |
| 2023 | Thea Ehre       | N/A                         | Bis ans Ende der Nacht      | [ * 3 ] |
| 2024 | Emily Watson    | N/A                         | Small Things Like These     | [ * 4 ] |

## Külső hivatkozások
- Berlinale – Hivatalos oldal (németül) és (angolul)
- Berlin Internationale Film Festival (angol nyelven). Internet Movie Database. (Hozzáférés: 2024. március 4.)